# Hippuridaceae
Famille
Classification APG II (2003)
Classification APG III (2009)
La famille des Hippuridaceae est constituée de plantes dicotylédones. Dans la classification de Cronquist elle comprend 1-3 espèces du genre Hippuris L.
Ce sont des plantes herbacées, aquatiques ou des zones humides, fixées, pérennes, rhizomateuses à feuilles émergentes, des régions froides à tempérées principalement de l'hémisphère sud.
En classification phylogénétique APG II (2003) et en classification phylogénétique APG III (2009) cette famille est invalide et ses genres sont incorporés dans la famille Plantaginaceae tribu Hippurideae.

## Liens externes

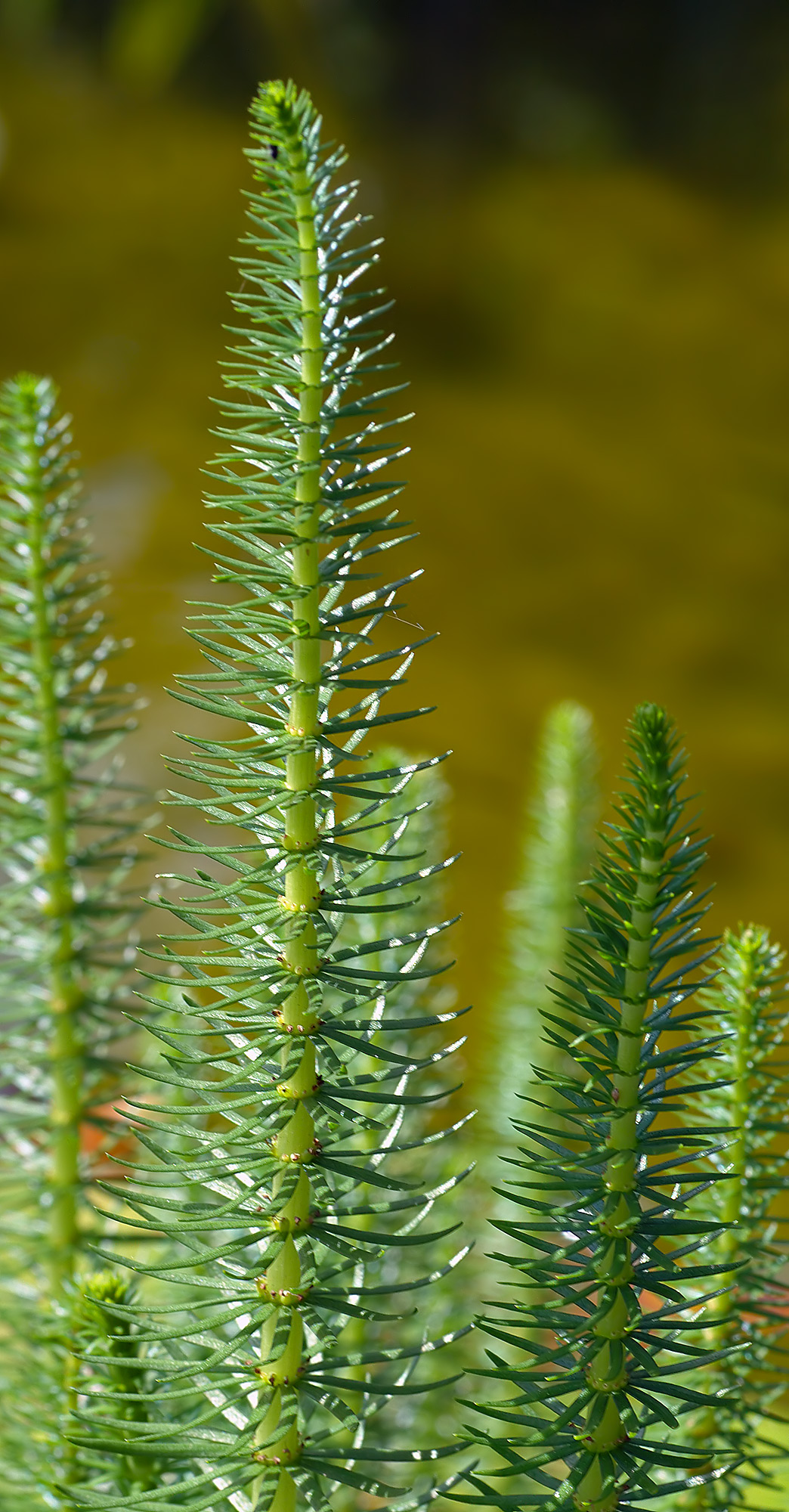
Hippuris vulgaris